# Stenjevec
Stenjevec je gradska četvrt u samoupravnom ustrojstvu Grada Zagreba.
Gradska četvrt osnovana je Statutom Grada Zagreba 14. prosinca 1999.
Prema podacima iz 2001. površina četvrti je 12,18 km2, a broj stanovnika 41 257. Prema popisu stanovništva iz 2011., Stenjevec ima 51 390 stanovnika, s povećanjem populacije od 25 % u desetogodišnjem razdoblju.
Četvrt obuhvaća zapadni dio grada, južno od željezničke pruge.
Velik dio četvrti je urbaniziran, i u njemu se ističu naselja Špansko, Malešnica, Kustošija, Oranice i dio naselja Stenjevec (drugi dio je u četvrti Podsused – Vrapče), dok su dijelovi Savske Opatovine i Jankomira još uvelike neizgrađeni. Izgrađen je i kompleks trgovačkih centara u Jankomiru oko Škorpikove ulice. Kroz četvrt prolazi Zagrebačka/Ljubljanska avenija. 
Ulica Ivane Brlić-Mažuranić proširena je kako bi se tamo postavila tramvajska pruga, no projekt je napušten zbog Domovinskog rata.

## Vijeće gradske četvrti Stenjevec
- predsjednik: nije izabran
- potpredsjednik: nije izabran

Vijeće gradske četvrti Stenjevec ima 19 zastupnika.
| lista | lista                                                                  | nositelj liste    | glasovi | postotak | mandati |
| ----- | ---------------------------------------------------------------------- | ----------------- | ------- | -------- | ------- |
|       | Možemo! – SDP                                                          | Maja Mucko        | 8763    | 45,31 %  | 10 / 19 |
|       | HDZ – Domovinski pokret – HSU – HSS                                    | Tomislav Dulibić  | 2588    | 13,38 %  | 3 / 19  |
|       | NL Marija Selak Raspudić                                               | Borislav Šereg    | 2278    | 11,78 %  | 2 / 19  |
|       | Jedino Hrvatska! – Domino – Hrvatski suverenisti – Blok za Hrvatsku    | Frano Čirko       | 1768    | 9,14 %   | 2 / 19  |
|       | Most – HSP                                                             | Marko Sladoljev   | 1482    | 7,66 %   | 1 / 19  |
|       | Zagreb United                                                          | Kristijan Jelić   | 1062    | 5,49 %   | 1 / 19  |
|       | NL Pavle Kalinić – Stranka umirovljenika – Umirovljenici zajedno – ZDS | Željko Mladić     | 635     | 3,28 %   | 0 / 19  |
|       | Blok umirovljenici zajedno – Plavi grad                                | Dominko Filipović | 520     | 2,68 %   | 0 / 19  |
|       | Kandidacijska lista grupe birača                                       | Marijana Džeko    | 240     | 1,24 %   | 0 / 19  |

## Znamenitosti

### Groblja
- Starokatoličko groblje u Stenjevcu

### Crkve
- Župna crkva Blažene Djevice Marije Žalosne u Španskom
- Župa blaženog Ivana Merza u Španskom
- Kapela bl. Alojzija Stepinca u Jankomiru
- Župna crkva Bezgrešnog začeća Blažene Djevice Marije na Malešnici
- Crkva Uznesenja Blažene Djevice Marije u Stenjevcu
- Crkva sv. Antuna u Stenjevcu

## Vanjske poveznice
- Službene stranice grada Zagreba
- Službena web stranica Gradske četvrti